# James Remar
William James Remar (Boston, 31 dicembre 1953) è un attore statunitense.
È principalmente noto per il ruolo di Ajax nel film I guerrieri della notte (1979) e per il ruolo di Harry Morgan nelle serie televisive Dexter e Dexter: Resurrection.

## Biografia

### Cinema
Il suo primo ruolo importante è nel film cult I guerrieri della notte (1979), in cui interpreta il ribelle Ajax. Lo stesso anno è nel musical di Broadway Bent, in cui recita anche Richard Gere. Nel 1980 ottiene un piccolo ruolo nel controverso Cruising, di cui è protagonista Al Pacino. Nel 1986 è scritturato per il ruolo di Dwayne Hicks nel blockbuster Aliens, seguito del primo Alien, ma viene licenziato per «divergenze creative» dopo pochi giorni dall'inizio delle riprese, sostituito da Michael Biehn. Negli anni '80 recita in diverse pellicole di successo, come 48 ore (1982), Cotton Club (1984) e Drugstore Cowboy (1989), mentre nel 1991 è l'antagonista di Ethan Hawke nel film Disney Zanna Bianca - Un piccolo grande lupo. 
Nel 1994 prende parte al film natalizio Miracolo nella 34ª strada e nel 1997 viene scelto per interpretare il dio del tuono Raiden nel film Mortal Kombat - Distruzione totale (in sostituzione di Christopher Lambert per via della loro somiglianza), che viene accolto molto negativamente dalla critica. Nel 1998 il regista Gus Van Sant, che già aveva lavorato con Remar in Drugstore Cowboy, lo sceglie per interpretare un poliziotto in Psycho, remake dell'omonima pellicola di Alfred Hitchcock. 
Nel 2000 è nell'horror Hellraiser 5: Inferno e ottiene una parte in Le verità nascoste, di cui sono protagonisti Michelle Pfeiffer e Harrison Ford. Successivamente appare in 2 Fast 2 Furious (2003), Blade: Trinity (2004) e La ragazza della porta accanto (2004). Nel 2007 presta la voce al personaggio di Larousse nel film Ratatouille, mentre l'anno successivo prende parte alla commedia Strafumati. Nel 2009 interpreta il padre di Odette Yustman nell'horror Il mai nato di David S. Goyer. 
Nel 2010 recita accanto a Bruce Willis, Morgan Freeman e Helen Mirren in Red, film ispirato a un fumetto scritto da Warren Ellis e diretto da Robert Schwentke. Sempre nel 2010 recita in Gun, un thriller d'azione scritto e interpretato dal rapper 50 Cent. Nel 2011 è la voce narrante della commedia The FP. Lo stesso anno si ritaglia un piccolo ruolo nel film X-Men - L'inizio. Successivamente prende parte a Death Games (2011), un thriller d'azione con Samuel L. Jackson e Kellan Lutz, Setup (2011) con Bruce Willis e Ryan Phillippe, e Django Unchained (2012) di Quentin Tarantino.

### Televisione
Per quanto riguarda i progetti televisivi, Remar è ricordato soprattutto per il ruolo di Richard, l'uomo che spezza il cuore a Samantha in Sex and the City; è anche stato protagonista della serie Total Security, insieme a Jim Belushi, ed è comparso in ruoli ricorrenti nelle serie Settimo cielo, Squadra emergenza, Jericho e Battlestar Galactica. Tra le tante serie a cui ha preso parte come guest star, Walker Texas Ranger, Nash Bridges, X-Files, Senza traccia, The Unit, Criminal Minds, NCIS - Unità anticrimine, Eli Stone, CSI: Miami, Numb3rs, Private Practice, Hawaii Five-0, Human Target e Grey's Anatomy. Dal 2006 al 2013 è nel cast di Dexter, serie di grande successo, in cui interpreta il personaggio di Harry Morgan, ruolo per cui ha anche ottenuto una candidatura ai Saturn Award. Nel 2010 compare nel ruolo ricorrente di Giuseppe Salvatore nella serie The Vampire Diaries. Nel 2025 riprende il ruolo di Harry Morgan in Dexter: Resurrection.

## Filmografia parziale

### Cinema
- On the Yard, regia di Raphael D. Silver (1978)
- I guerrieri della notte (The Warriors), regia di Walter Hill (1979)
- Correva nel vento (Windwalker), regia di Kieth Merrill (1980)
- Cruising, regia di William Friedkin (1980)
- I cavalieri dalle lunghe ombre (The Long Riders), regia di Walter Hill (1980)
- 48 ore (48 Hrs.), regia di Walter Hill (1982)
- Lui è mio (Partners), regia di James Burrows (1982)
- Cotton Club (The Cotton Club), regia di Francis Ford Coppola (1984)
- Cro Magnon: odissea nella preistoria (The Clan of the Cave Bear), regia di Michael Chapman (1986)
- Dove l'erba si tinge di sangue (Quiet Cool), regia di Clay Borris (1986)
- I 5 della squadra d'assalto (Band of the Hand), regia di Paul Michael Glaser (1986)
- Poliziotto in affitto (Rent-a-Cop), regia di Jerry London (1987)
- 4 pazzi in libertà (The Dream Team), regia di Howard Zieff (1989)
- Drugstore Cowboy, regia di Gus Van Sant (1989)
- Zwei Frauen - Il silenzio del lago ghiacciato (Zwei Frauen), regia di Carl Schenkel (1989)
- I delitti del gatto nero (Tales from the Darkside: The Movie), regia di John Harrison (1990)
- Seduzione omicida (Fatal Charm), regia di Fritz Kiersch e Alan Smithee (1990)
- Sotto massima sorveglianza (Wedlock), regia di Lewis Teague (1991)
- Zanna Bianca - Un piccolo grande lupo (White Fang), regia di Randal Kleiser (1991)
- Die Tigerin, regia di Karin Howard (1992)
- Fatal Instinct - Prossima apertura (Fatal Instinct), regia di Carl Reiner (1993)
- Confessions of a Hitman, regia di Larry Leahy (1994)
- Mezzo professore tra i marines (Renaissance Man), regia di Penny Marshall (1994)
- Miracolo nella 34ª strada (Miracle on 34th Street), regia di Les Mayfield (1994)
- Occhi nelle tenebre (Blink), regia di Michael Apted (1994)
- Across the Moon, regia di Lisa Gottlieb (1995)
- Dredd - La legge sono io (Judge Dredd), regia di Danny Cannon (1995)
- Incubo in corsia (Exquisite Tenderness), regia di Carl Schenkel (1995)
- Wild Bill, regia di Walter Hill (1995)
- Circostanze pericolose (One Good Turn), regia di Tony Randel (1996)
- La prova (The Quest), regia di Jean-Claude Van Damme (1996)
- Robo Warriors, regia di Ian Barry (1996)
- The Phantom, regia di Simon Wincer (1996)
- Mortal Kombat - Distruzione totale (Mortal Kombat: Annihilation), regia di John Leonetti (1997)
- Psycho, regia di Gus Van Sant (1998)
- Born Bad, regia di Jeff Yonis (1999)
- Rites of Passage, regia di Victor Salva (1999)
- Blowback, regia di Mark L. Lester (2000)
- Doppia indagine (Double Frame), regia di Stefan Scaini (2000)
- Le verità nascoste (What Lies Beneath), regia di Robert Zemeckis (2000)
- Guardian, regia di John Terlesky (2000)
- Giustizia parallela (The Base 2: Guilty as Charged) regia di Mark L. Lester (2000)
- 2 Fast 2 Furious, regia di John Singleton (2003)
- Duplex - Un appartamento per tre (Duplex), regia di Danny DeVito (2003)
- Fear X, regia di Nicolas Winding Refn (2003)
- Obiettivo sopravvivere (Betrayal), regia di Mark L. Lester (2003)
- Blade: Trinity, regia di David S. Goyer (2004)
- La ragazza della porta accanto (The Girl Next Door), regia di Luke Greenfield (2004)
- Hubert Selby Jr: It/ll Be Better Tomorrow, regia di Michael Dean e Kenneth Shiffrin – documentario (2005)
- Ratatouille, regia di Brad Bird e Jan Pinkava (2007) - voce
- Strafumati (Pineapple Express), regia di David Gordon Green (2008)
- Il mai nato (The Unborn), regia di David S. Goyer (2009)
- The Christmas Hope, regia di Norma Bailey (2009)
- Endless Bummer, regia di Sam Pillsbury (2009)
- Red, regia di Robert Schwentke (2010)
- Gun, regia di Jessy Terrero (2010)
- Transformers 3 (Transformers: Dark of the Moon), regia di Michael Bay (2011) - voce
- The FP, regia di Brandon Trost e Jason Trost (2011)
- X-Men - L'inizio (X-Men: First Class), regia di Matthew Vaughn (2011)
- Death Games (Arena), regia di Jonah Loop (2011)
- All Superheroes Must Die, regia di Jason Trost (2011)
- Setup, regia di Mike Gunther (2011)
- Django Unchained, regia di Quentin Tarantino (2012)
- Horns, regia di Alexandre Aja (2013)
- Lap Dance, regia di Greg Carter (2014)
- Eden, regia di Shyam Madiraju (2015)
- USS Indianapolis (USS Indianapolis: Men of Courage), regia di Mario Van Peebles (2016)
- The Saint, regia di Ernie Barbarash (2017)
- C'era una volta a... Hollywood (Once Upon a Time in... Hollywood), regia di Quentin Tarantino (2019)
- Il diario segreto di Noel (The Noel Diary), regia di Charles Shyer (2022)
- Oppenheimer, regia di Christopher Nolan (2023)
- Megalopolis, regia di Francis Ford Coppola (2024)

### Televisione
- Hill Street giorno e notte (Hill Street Blues) – serie TV, episodio 1x14 (1981)
- Il guerriero Hanta Yo (The Mystic Warrior), regia di Richard T. Heffron – film TV (1984)
- Miami Vice – serie TV, episodio 2x05 (1985)
- Crime Story – serie TV, episodio 2x02 (1987)
- I viaggiatori delle tenebre (The Hitchhiker) – serie TV, episodio 4x05 (1987)
- Un giustiziere a New York (The Equalizer) – serie TV, episodio 2x12 (1987)
- Desperado (Desperado: The Outlaw Wars), regia di E.W. Swackhamer – film TV (1989)
- Delitti in forma di stella (Night Visions), regia di Wes Craven – film TV (1990)
- Kojak: None So Blind, regia di Alan Metzger – film TV (1990)
- Brotherhood of the Gun, regia di Vern Gillum – film TV (1991)
- I racconti della cripta (Tales from the Crypt), – serie TV, episodio 3x06 (1991)
- Il gioco della seduzione (Indecency), regia di Marisa Silver – film TV (1992)
- Strangers, regia di Joan Tewkesbury – film TV (1992)
- Cutty Whitman, regia di Robert Singer – film TV (1996)
- Total Security – serie TV, 13 episodi (1997)
- Inferno a Los Angeles (Inferno), regia di Ian Barry – film TV (1998)
- Walker Texas Ranger – serie TV, episodio 7x14 (1999)
- Road to Justice - Il giustiziere (18 Wheels of Justice)  – serie TV, episodio 1x14 (2000)
- The Huntress – serie TV, 28 episodi (2000-2001)
- Nash Bridges – serie TV, episodio 6x22 (2001)
- Settimo Cielo (7th Heaven) – serie TV, 2 episodi (2001)
- Squadra Med - Il coraggio delle donne (Strong Medicine) – serie TV, episodio 2x11 (2001)
- X-Files (The X Files) – serie TV, episodio 9x03 (2001)
- Sex and the City – serie TV, 12 episodi (2001-2004)
- Squadra Emergenza (Third Watch) – serie TV, 4 episodi (2002)
- The Twilight Zone – serie TV, episodio 1x05 (2002)
- Peacemakers - Un detective nel West (Peacemakers) – serie TV, 1 episodio (2003)
- Senza traccia (Without a Trace) – serie TV, episodio 2x03 (2003)
- Amerika - Un paese sotto scacco (Meltdown), regia di Jeremiah S. Chechik – film TV (2004)
- Ike: Countdown To D-Day, regia di Robert Harmon – film TV (2004)
- Il club delle sopravvissute (The Survivors Club), regia di Christopher Leitch – film TV (2004)
- North Shore – serie TV, 21 episodi (2004)
- The Grid, regia di Mikael Salomon – miniserie TV (2004)
- Tre donne per un delitto (The Survivors Club), regia di Christopher Leitch – film TV (2004)
- Battlestar Galactica – serie TV, 2 episodi (2005)
- CSI: Miami – serie TV, episodio 4x22 (2006)
- Dexter – serie TV, 96 episodi (2006-2013)
- Jericho – serie TV, 5 episodi (2006-2007)
- Thief - Il professionista – miniserie TV (2006)
- Sharpshooter - Il cecchino (Sharpshooter), regia di Armand Mastroianni – film TV (2007)
- Eli Stone – serie TV, episodio 1x08 (2008)
- Criminal Minds – serie TV, episodio 4x17 (2009)
- The Unit – serie TV, episodio 4x15 (2009)
- Un regalo speciale(The Christmas Hope), regia di Norma Bailey – film TV (2009)
- FlashForward – serie TV, episodio 1x13 (2010)
- Numb3rs – serie TV, episodio 6x12 (2010)
- Private Practice – serie TV, episodio 4x03 (2010)
- The Vampire Diaries – serie TV, 2 episodi (2010)
- Hawaii Five-0 – serie TV, episodio 1x23 (2011)
- Human Target – serie TV, episodio 2x10 (2011)
- Hatfields & McCoys – miniserie TV (2012)
- La leggenda di Korra (The Legend of Korra) – serie TV, 8 episodi (2013)
- Grey's Anatomy – serie TV, 6 episodi (2013-2014)
- Wilfred – serie TV, 5 episodi (2013-2014)
- Dal tramonto all'alba - La serie (From Dusk Till Dawn: The Series) – serie TV, episodio 1x09 (2014)
- State of Affairs – serie TV, 9 episodi (2014-2015)
- The Shannara Chronicles – serie TV, 7 episodi (2016)
- Gotham – serie TV, 3 episodi (2017)
- NCIS: Los Angeles – serie TV, 3 episodi (2017)
- The Path – serie TV, 9 episodi (2017)
- Black Lightning – serie TV, 58 episodi (2018-2021)
- Magnum P.I. – serie TV, 6 episodi (2018-2019,2023)
- Animal Kingdom – serie TV, 4 episodi (2019)
- City on a Hill – serie TV, 5 episodi (2019)
- Creepshow – serie TV, 1 episodio (2021)
- The Rookie – serie TV, episodio 4x09 (2021)
- Yellowstone – serie TV, episodio 5x02 (2022)
- Paul T. Goldman – serie TV, 2 episodi (2023)
- Dexter: Resurrection – serie TV (2025)

## Doppiatori italiani
Nelle versioni in italiano delle opere in cui ha recitato, James Remar è stato doppiato da:
- Mario Cordova in Miami Vice, Mezzo professore tra i marines, Miracolo nella 34ª strada, Grey's Anatomy, Private Practice, Oppenheimer
- Nino Prester in Amanti, primedonne, 4 pazzi in libertà, Le verità nascoste, 2 Fast 2 Furious
- Rodolfo Bianchi in Dexter, Red, NCIS: Los Angeles, Dexter: Resurrection
- Paolo Marchese in Fatal Instinct - Prossima apertura, I racconti della cripta, The Unit, Jericho
- Sergio Di Stefano in Mortal Kombat - Distruzione totale, I cavalieri dalle lunghe ombre, North Shore
- Roberto Draghetti in Duplex - Un appartamento per tre, Wilfred, The Shannara Chronicles
- Michele Kalamera in Cotton Club, Criminal Minds, CSI: Miami
- Michele Gammino in Desperado, Human Target, Persecuted
- Fabrizio Pucci in Wild Bill, Flash Forward, Setup
- Saverio Indrio in Battlestar Galactica, The Vampire Diaries, Yellowstone
- Fabrizio Temperini in Inferno a Los Angeles, Gotham
- Dario Penne in Cruising, Sex and the City (st. 4)
- Massimo Rinaldi in Drugstore Cowboy, Blade: Trinity
- Pasquale Anselmo in L'alba del D-Day, Animal Kingdom
- Ambrogio Colombo in X-Men - L'inizio, Black Lightning
- Sandro Iovino ne I guerrieri della notte
- Carlo Marini in X-Files
- Paolo Buglioni in Sex and the City (st. 5)
- Renato Cortesi in Sex and the City (st. 6)
- Massimo Rossi ne I delitti del gatto nero
- Mario Bombardieri in Amerika - Un paese sotto scacco
- Gianni Williams in 48 ore
- Stefano De Sando in Blowback
- Massimo Lodolo in Nash Bridges
- Luciano De Ambrosis ne La ragazza della porta accanto
- Maurizio Reti ne Il club delle sopravvissute
- Francesco Prando in Occhi nelle tenebre
- Riccardo Peroni in Ned Kelly
- Romano Malaspina ne La prova
- Bruno Conti in The Phantom
- Enrico Di Troia in Senza traccia
- Antonio Sanna in Squadra emergenza
- Luca Ward in A proposito di donne
- Diego Reggente in Eli Stone
- Mauro Bosco in Hellraiser 5: Inferno
- Stefano Mondini in Dredd - La legge sono io
- Luca Biagini ne Il mai nato
- Raffaele Farina in Thief - Il professionista
- Sergio Troiano in Total Security
- Pietro Biondi in Hawaii Five-0
- Sergio Lucchetti in Arena: Death Game
- Domenico Maugeri in Django Unchained
- Angelo Maggi in Doppia indagine
- Massimo Milazzo in Lap Dance
- Pierluigi Astore in State of Affairs
- Carlo Valli in USS Indianapolis
- Donato Sbodio in The Saint
- Edoardo Siravo in Magnum P.I.
- Gerolamo Alchieri in Speed Kills
- Guido Sagliocca in City on a Hill
- Gianni Gaude in The Rookie

Da doppiatore è sostituito da:
- Diego Sabre in The Batman
- Marco Mete in Ratatouille
- Claudio Fattoretto in Transformers 3
- Ivo De Palma in Killzone 3
- Marco Balzarotti in Destiny 2